# Google Public DNS
Google Public DNS es un servicio de DNS gratuito anunciado el 3 de diciembre de 2009, iniciado por Google con el objetivo de hacer más rápido el acceso a Internet.
Google Public DNS proporciona a los usuarios las siguientes direcciones DNS para uso público, asignándolos a los servidores más cercanos:
- Direcciones IPv4: 8.8.8.8 y 8.8.4.4
- Direcciones IPv6: 2001:4860:4860::8888 y 2001:4860:4860::8844

## Servicios
El servicio ofrecido es experimental. Utiliza su propio software de gestión de DNS, con soporte limitado a IPv6, que cumple con los estándares DNS definidos por la IETF.

## Privacidad
Google ha establecido prioridad sobre el rendimiento y la seguridad en el servicio. La única información que se guarda en los servidores son la dirección IP del usuario (eliminada pasadas las 24 horas), su ISP y la información de localización de las mismas (mantenida permanentemente). Desde el 9 de enero de 2019 ofrece DNS mediante TLS.